# Фошань Фости
«Фошань Фости» (кит. упр. 佛山佛斯弟) — бывший китайский футбольный клуб, выступавший в городе Фошань. Выступала на стадионе Нью Плаза Стэдиум.

## История
Футбольный клуб «Фошань Фости» был основан в ноябре 1988 года под названием «Фошань». После получения в 1994 году профессионального статуса, начал выступления в Лиге Цзя-Б. После многих лет выступлений в Лиге Цзя-Б в конечном итоге смог пробиться в Лигу Цзя-А. В Лиге Цзя-Б сезона 1994 года занял 4-е место, в сезоне 1995 года занял 6-е место. В 1996 году в команду приходит новый спонсор, производитель авто- и мототехники компания «Фости», а клуб занимает 3-е место, что является самым высоким результатом за всю историю команды. В сезоне 1997 года в Лиге Цзя-Б команда занимает 8-е место и вновь не получает повышения в классе.

## Изменение названия s
- 1988–1995 Фошань (佛山队)
- 1996–1997 Фошань Фости (佛山佛斯弟)

## Достижения
- Китайская И Лига

Чемпион (1): 1989